# Player (album de Capsule)
Albums de capsule
Flash Best
(2009) WORLD OF FANTASY
(2011)
PLAYER est un album du groupe électro capsule sorti en 2010 au Japon.

## Titres
1. Stay with You
2. Player
3. I wish You
4. The Music
5. Factory
6. I was Wrong
7. Can I Have A Word
8. What do you want to do
9. Hello
10. Love or Lies

## Édition limitée
L'édition limitée de l'album comprend en plus un DVD contenant le clip suivant :
1. Hello x iida